# José Manuel Valadés
José Manuel Valadés Venys (Palma de Mallorca, 15 de julio de 1953) es un deportista español que compitió en vela en la clase Soling.
Ganó una medalla de oro en el Campeonato Mundial de Soling de 1994. Participó en los Juegos Olímpicos de Seúl 1988, ocupando el 17.º lugar en la clase Soling.

## Palmarés internacional
| \| Campeonato Mundial \| Campeonato Mundial \| Campeonato Mundial \| Campeonato Mundial \| \| Año \| Lugar \| Medalla \| Clase \| \| ------------------ \| --------------------- \| ------------------ \| ------------------ \| \| 1994 \| Helsinki ( Finlandia) \| Medalla de oro \| Soling \| |                       |                |        |
| Campeonato Mundial |                       |                |        |
| Año | Lugar                 | Medalla        | Clase  |
| 1994 | Helsinki ( Finlandia) | Medalla de oro | Soling |